# Вишнёвка (Ромненский район)
Вишнёвка — упразднённое село в Ромненском районе Амурской области, Россия. Исключено из учётных данных в 1974 году.

## География
Село располагалось в болотистой местности междуречья рек Горбыль и Томь у Зубаревских озёр, на расстоянии примерно 5 километров (по прямой) к северу от села Райгородка.

## История
По данным 1926 года в деревне Вишнёвка имелось 38 хозяйств (36 крестьянского типа и 2 прочих) и проживал 229 человек (115 мужчин и 114 женщин). В национальном составе населения преобладали украинцы. В административном отношении являлась центром Вишнёвского сельсовета Александровского района Амурского округа Дальневосточного края.
В 1930—1950-е годы в селе действовал колхоз «Томь».
Решением Амурского исполкома от 7 июня 1974 года № 253, село Вишнёвка исключено из учётных данных как несуществующее.